# 男中音

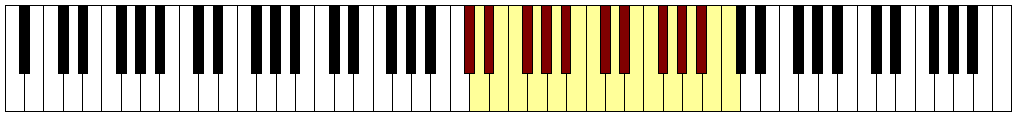
女高音

女低音

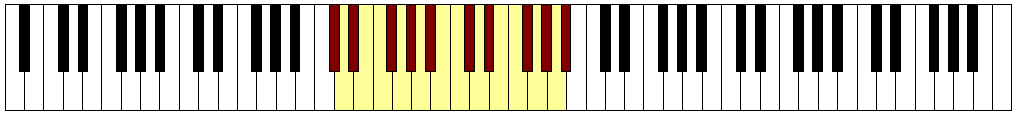
男高音

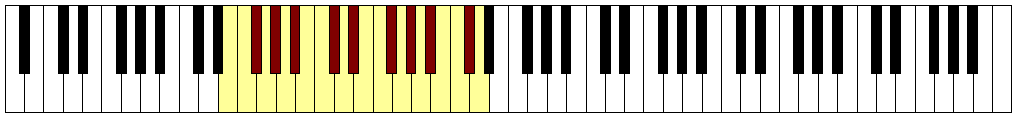
男低音

在音乐领域，男中音（baritone）是指音域A2－a4共15度的男歌唱家，通常兼备有男高音和男低音的音质，既亮堂、柔润，又庄重、沉着。比才歌剧《卡门》中的《斗牛士之歌》、華格納歌剧《唐懷瑟》中的《晚星之歌》就是由男中音独唱。

## 著名男中音歌唱家
- 安東尼奧·科托尼/Antonio Cotogni（義大利，1831年-1918年）
- 馬提亞·巴提斯提尼/Mattia Battistini（義大利，1856年-1928年）
- 馬里奧·安科納/Mario Ancona（義大利，1860年-1931年）
- 馬里奧·薩瑪爾科/Mario Sammarco（義大利，1868年-1930年）
- 尤金尼奧·吉拉爾多尼/Eugenio Giraldoni（義大利，1871年-1924年）
- 李卡德·史特拉齊亞利/Riccardo Stracciari（義大利，1875年-1955年）
- 朱塞佩·德魯卡/Giuseppe De Luca（義大利，1876年-1950年）
- 提塔·魯佛/Titta Ruffo（義大利，1877年-1953年）
- 多明尼哥·維里奧納波爾格斯/Domenico Viglione Borghese（義大利，1877年-1957年）
- 帕斯瓜雷·阿瑪托/Pasquale Amato（義大利，1878年-1942年）
- 朱塞佩·丹尼斯/Giuseppe Danise（義大利，1882年-1963年）
- 卡羅·加勒菲/Carlo Galeffi（義大利，1884年-1961年）
- 阿波羅·葛蘭福特/Apollo Granforte（義大利，1886年-1975年）
- 馬里奧·巴西奧拉/Mario Basiola（義大利，1892年-1965年）
- 勞倫斯·提貝特/Lawrence Tibbett（美國，1896年—1960年）
- 卡羅·塔利亞布/Carlo Tagliabue（義大利，1898年-1978年）
- 阿福羅·坡里/Afro Poli（義大利，1902年-1988年）
- 萊昂納德·沃倫/Leonard Warren（美國，1911年—1960年）
- 提托·戈比/Tito Gobbi（義大利，1913年-1984年）
- 吉諾·貝奇/Gino Bechi（義大利，1913年-1993年）
- 羅伯特·梅里爾/Robert Merrill（美國，1917年-2004年）
- 阿爾多·普洛提/Aldo Protti（義大利，1920年－1995年）
- 埃托雷·巴斯提亞尼尼/Ettore Bastianini（義大利，1922年-1967年）
- 康奈爾·麥克尼爾/Cornell MacNeil（美國，1922年-2011年）
- 雷納托·卡佩奇/Renato Capecchi（義大利，1923年-1998年）
- 姜賈科莫·桂爾菲/Giangiacomo Guelfi（義大利，1924年-2012年）
- 羅蘭多·沛納海/Rolando Panerai（義大利，1924年-2019年）
- 雪瑞兒·米爾恩斯/Sherrill Milnes（美國，1935年-）

## 其他声部
- 男高音（Tenor）
- 男低音（Bass）
- 女高音（Soprano）
- 女中音（次女高音，Mezzo-soprano）
- 女低音（Contralto，也作Alto）